# Vanessa Amorosi
Vanessa Joy Amorosi (Melbourne, 8 agosto 1981) è una cantautrice australiana.
Finora ha venduto oltre 1.600.000 dischi.

## Biografia
È nata a Melbourne da una famiglia di origine italiana. All'età di 12 anni iniziò ad esibirsi nei centri commerciali ed eseguendo concerti locali sotto la supervisione della famiglia; fu scoperta in un ristorante da Jack Strom ed ebbe un contratto musicale nel 1997.

### Voce e gamma vocale
Vanessa Amorosi è nota per la sua versatilità vocale; è capace di cantare molti generi musicali quali pop, rock, blues, jazz e gospel. È conosciuta anche per la sua estensione vocale: è in grado di raggiungere il do sovracuto (Do6) in voce di petto mista.

## Discografia
- 2000 - The Power
- 2002 - Change
- 2008 - Somewhere in the Real World
- 2009 - Hazardous
- 2019 - Back to Love
- 2020 - The Blacklisted Collection